# Kamienica Abrama Lubińskiego w Łodzi
Kamienica Abrama Lubińskiego – kamienica położona przy ulicy Piotrkowskiej 19 w Łodzi.

## Historia
Początkowo, na parceli gdzie znajduje się dzisiejsza kamienica, stał drewniany budynek parterowy. Na jego miejscu, w 1872 roku wybudowano murowany piętrowy dom będący własnością Abrama Lubińskiego. Pod koniec XIX w. w kamienicy mieściło się pięć sklepów z artykułami włókienniczymi oraz siedzibę miał dział administracyjny przędzalni i tkalni wełny fabryki „Warszawski A.M. i Synowie” (działającej od 1880 roku przy ul.Przędzalnianej 20).
W 1900 roku, na zlecenie kolejnego właściciela Bereka Zajberta, dokonano przebudowy, która polegała na dodaniu dwóch kondygnacji, mansardowego dachu z siedmioma oknami oraz narzuceniu neogotyckiej szaty. Przebudowę wykonano według projektu Gustawa Landaua-Gutentegera.
Swoją siedzibę w budynku posiadał dział administracyjny fabryki „Warszawski A.M. i Synowie”. Mieściły się tutaj również sklepy, a także kantor i skład towarów, spokrewnionych z Berekiem Zajbertem, braci Arona i Hersza Zajbertów. Po II wojnie światowej, działało tutaj kasyno, którego miejsce potem zajęła restauracja „Ludowa”.